# Eduard Vilde
Eduard Vilde (født 4. marts 1865 i landsbyen Pudivere i Livland, død 26. december 1933 i Tallinn) var en estisk forfatter og en af grundlæggerne af den estiske realisme. Han var også journalist.
Eduard Vilde kom fra en familie som i flere generationer havde arbejdet som herregårdstjenere. Han voksede op på godset Muuga ved det som i dag er Laekvere. Fra 1878 til 1882 gik han i distriktsskolen i Tallinn. I perioden 1883–1886 var han i redaktionen af avisen Virulane og fra 1887 til 1890 var han ansat i Postimees. Fra 1890 arbejdede han som freelancejournalist i Berlin. I perioden 1883–1905 var han tilknyttet mange aviser i Estland (bl.a. Virmaline i Narva, Eesti Postimees, Teataja i Tallinn og Uudised i Tartu. I 1896 boede han en kort periode i Moskva.
Grundet hans aktivisme mod zarregeringen måtte han leve i eksil efter 1905-revolutionen i Rusland. Helt frem til februarrevolutionen i 1917 boede han blandt andet i Schweiz, Finland, Tyskland, USA (1911) og i København (1911–1917) sammen med sin kone Linda Jürmann (1880–1966),
Efter at han i 1917–18 kom tilbage til Estland, begyndte han som dramaturg ved Operahuset Estonia. Fra 1919 til 1920 var han i tjeneste som diplomat for den nyoprettede selvstændige republik Estland ved ambassaden i Berlin, hvor han fra 1920 til 1923 arbejdede som freelancekunstner. I 1923 flyttede han tilbage til Tallinn.
Eduard Vilde var en af de mest produktive, mest alsidige og bedst kendte estiske forfattere og journalister i sin tid. Han bliver regnet som grundlæggeren af den kritiske realisme i estisk litteratur. Hans hovedværk er den historiske roman-trilogi Mahtra sõda (1902), Kui Anija mehed Tallinnas käisid (1903) og Prohvet Maltsvet (1905–1908). Romanerne er centrale værker om det  estiske folks historie. Romanerne indeholder også meget kildemateriale og mange af Vildes egne erindringer.

## Værker
- Musta mantliga mees (1886)
- Kuhu päike ei paista (1888)
- Kõtistamise kõrred (1888)
- Karikas kihvti (1893)
- Linda' aktsiad (1894)
- Külmale maale (1896)
- Raudsed käed (1898)
- Mahtra sõda (1902)
- Kui Anija mehed Tallinnas käisid (1903)
- Prohvet Maltsvet (1905–1908)
- Jutustused (1913)
- Mäeküla piimamees (1916)
- Tabamata ime (1912)
- Pisuhänd (1913)
- Side (1922)
- Rahva sulased (ufuldendt, 1934)